# 5S Online
5S Online là một bộ phim hài kịch tình huống dành cho giới trẻ do Việt Nam sản xuất, ban đầu được công chiếu trên YouTube từ năm 2012. Phim được sáng lập và phát triển bởi Công ty cổ phần Kỷ Nguyên Mới (NeStudio), hãng phim Thiên Niên Kỷ (Inspirato) và Millenium Studio. Bộ phim đã sản xuất được 4 mùa, trong đó ba mùa đầu tiên được đạo diễn bởi Nguyễn Hữu Trọng. Ở mùa thứ tư, phim được đổi tên thành 5Plus Online và do Hiếu Vick làm đạo diễn.
Nội dung phim xoay quanh câu chuyện của một nhóm bạn trẻ làm chung trong một văn phòng chuyên vẽ và sáng tác truyện tranh, mỗi người đều có tính cách và sở thích riêng tạo nên một văn phòng đa sắc, luôn ồn ào và náo nhiệt. Bộ phim đã thu hút gần 7,6 tỷ lượt xem và hơn 1 triệu lượt theo dõi trên hệ thống chia sẻ video YouTube, tính riêng cho hai mùa đầu tiên.

## Nội dung[5]

### 5S Online (Mùa 1 đến mùa 3)
Câu chuyện xoay quanh 5 bạn trẻ cùng làm việc trong nhóm ý tưởng của một công ty truyện tranh, mỗi người phụ trách sáng tạo câu chuyện cho nhân vật của mình. Dưới sự lãnh đạo của Quyết Đại Ca, 4 nhân viên siêu quậy Trung / Đăng Dũng Dũng Sĩ, Kiều Linh / Thảo Mai Phù Thủy, Nana / Tường Vy Công Chúa và Phan / An / Nguyên Lãng Tử đã biến văn phòng nhỏ của họ thành một thế giới đầy thú vị và luôn bày những trò đùa nghịch ngợm dẫn đến tình cảnh "dở mếu dở cười" cho một thành viên hay cả nhóm.

### 5Plus Online (Mùa 4)
Công ty truyện tranh 5S bất ngờ đóng cửa (khả năng do khủng hoảng kinh tế), sếp Tổng biến mất và 5 nhân viên tan đàn xẻ nghé, mỗi người một nơi, quãng thời gian này mỗi người làm một việc khác nhau: Quyết thất nghiệp, Thảo Mai phải đi làm ca sĩ phòng trà, Nguyên vào Nam đóng phim, Tường Vy chia tay mọi người để làm diễn viên điện ảnh chuyên nghiệp, Dũng ở nhà mở quán net... Số phận run rủi cho Quyết mở một công ty truyền thông nhỏ, và họ lại một lần nữa trở về làm việc cùng nhau dưới một mái nhà c Công ty truyền thông & quảng cáo 5Plus, và nay là Tập đoàn 5Plus. Quyết giờ đây trở thành giám đốc một start-up trẻ, anh phải tự lèo lái con tàu của mình, trên đó là cánh tay phải của anh: Trưởng phòng Sáng tạo Thảo Mai Phù thủy, Đạo diễn Nguyên Lãng tử, Designer Yến Chi Công chúa, Trưởng phòng Tổng hợp Đăng Dũng Dũng sĩ... Những câu chuyện một lần nữa chính thức diễn ra ngay từ đó.

## Nhân vật
| Nhân vật          | Tên nhân vật                                               | Diễn viên          | Mùa                               | Tập                                                                                   |
| ----------------- | ---------------------------------------------------------- | ------------------ | --------------------------------- | ------------------------------------------------------------------------------------- |
| Đại ca            | Quyết đại ca (Giám đốc, kiêm Tổng Giám đốc Tập đoàn 5Plus) | Mạnh Quân          | Mùa 1 đến mùa 4                   | Mùa 1, 2: Tập 1-603 Mùa 3: Tập 1-130 Mùa 4: Tập 1-136                                 |
| Dũng sĩ           | Trung dũng sĩ (Giám đốc âm nhạc)                           | Hoàng Anh Vũ       | Mùa 1 đến mùa 4                   | Mùa 1, 2: Tập 1-603 Mùa 3: Tập 1-25, 104-105 Mùa 4: Tập 4, 76-78, 90                  |
| Dũng sĩ           | Đăng Dũng dũng sĩ (Trưởng phòng Stupid)                    | Dũng Bino          | Mùa 3 đến mùa 4                   | Mùa 3: Tập 25-130 Mùa 4: Tập 1-136                                                    |
| Lãng tử           | Phan lãng tử                                               | B Trần (Quốc Anh)  | Mùa 1 đến mùa 2                   | Mùa 1, 2: Tập 1-467 Mùa 3: Tập 100-105                                                |
| Lãng tử           | An lãng tử                                                 | Bình An            | Mùa 2                             | Mùa 2: Tập 469-502                                                                    |
| Lãng tử           | Nguyên lãng tử (Đạo diễn S.Y.Đ.A - Sành điệu Yêu Điện Ảnh) | Phạm Anh Tuấn      | Mùa 2 đến mùa 4                   | Mùa 2: Tập 505-603 Mùa 3: Tập 1-130 Mùa 4: Tập 1-136                                  |
| Phù thủy          | Kiều Linh phù thủy                                         | Vân Navy           | Mùa 1                             | Mùa 1: Tập 1-329                                                                      |
| Phù thủy          | Thảo Mai phù thủy (Trưởng phòng Sáng tạo)                  | Trang Cherry       | Cuối mùa 1 đến mùa 4              | Mùa 1, 2: Tập 330-603 Mùa 3: Tập 1-130 Mùa 4: Tập 1-136                               |
| Công chúa         | Nana công chúa                                             | Chi Pu             | Mùa 1, một số tập mùa 2           | Mùa 1: Tập 1-341 Mùa 2: Tập 463-467                                                   |
| Công chúa         | Tường Vy công chúa                                         | Quỳnh Anh Shyn     | Mùa 1 đến mùa 3, một số tập mùa 4 | Mùa 1: Tập 7 Mùa 2: Tập 342-603, Mùa 3: Tập 1-111 Mùa 4: Tập 17-19, 46-47, 49, 52, 54 |
| Công chúa         | Yến Chi công chúa (Desinger - Siêu quậy)                   | Huyền Trang Mù Tạt | Mùa 4                             | Mùa 4: Tập 6-136                                                                      |
| Cô lao công       | Cô Tâm lao công                                            | Thanh Hương        | Mùa 1 đến mùa 4                   | Mùa 1, 2: Tập 1-603 Mùa 3: Tập 1-50, Tập 116-130 Mùa 4: Tập 64, 80-136                |
| Cô lao công       | Cô Lương lao công                                          | Thanh Nhàn         | Mùa 3                             | Mùa 3: Tập 50-115                                                                     |
| Bảo vệ            | Bác bảo vệ                                                 | Đức Nguyễn         | Mùa 1 đến mùa 3                   | Mùa 1, 2: Tập 1-603 Mùa 3: Tập 1-130 Mùa 4: Tập 64                                    |
| Bảo vệ            | Trịnh Thanh Thông                                          | Hoàng Gia Anh Vũ   | Mùa 4                             | Mùa 4: Tập 80-136                                                                     |
| Sếp tổng          | Sếp tổng                                                   | Nguyễn Hữu Trọng   | Mùa 1 đến mùa 3                   | Mùa 1, 2: Tập 1-603 Mùa 3: Tập 1-130                                                  |
| Lễ tân            | Thủy Bi                                                    | Lại Thanh Bi       | Mùa 4                             | Mùa 4: Tập 20-136                                                                     |
| Kế toán           | Kim Ngân (Ngân Jun-Kim)                                    | Trần Hoà           | Mùa 4                             | Mùa 4: Tập 80-136                                                                     |
| Bạn trai Thảo Mai | Minh tay to                                                | Minh Tít           | Mùa 4                             | Mùa 4: Tập 4-136                                                                      |
| Bạn gái Quyết     | Quyên                                                      | Trang Moon         | Mùa 4                             | Mùa 4: Tập 41-136                                                                     |

- Quyết đại ca (Giám đốc, kiêm Sếp Tổng Tập đoàn 5Plus): Là trưởng nhóm phòng 5S Online, Quyết luôn giành lấy mọi ưu đãi của các thành viên còn lại bằng cách lợi dụng chức trưởng phòng của mình. Có tính ki bo và rất yêu con lợn đất của văn phòng - Pi. Quyết chịu đánh đổi tất cả, kể cả phải trả giá đắt để giữ Pi. Do tính cách ki bo, Quyết từ mùa 1-mùa 3 vẫn ế. Tuy nhiên, đến tập 41, Quyết gặp Quyên, một cô nàng ki bo không kém gì Quyết, và thế là cả hai quyết định hẹn hò.
- Nana công chúa - Mùa 1: Một "cô bé" hồn nhiên, ngây thơ nhất nhóm được coi là "ngây ngô đến ngơ ngác, ngờ nghệch đến ngu ngốc". Nana luôn cập nhật mọi chuyện liên quan đến tình cảm. Hay mè nheo mỗi khi có chuyện không vui. Sau khi Kiều Linh đi một thời gian, khi phát hiện mình có năng khiếu khiêu vũ, Nana đã vào Thành phố Hồ Chí Minh để thi nhảy và nói lời tạm biệt với 5S.
- Phan lãng tử: Là chàng hoàng tử "lãng mạn" nhất với Nana. Phan rất đẹp trai, luôn trêu chọc Kiều Linh và Nana. Phan là một "giáo sư" chuyên về tình cảm. Tuy đẹp trai, Phan lại có tính "Sở Khanh", lăng nhăng khiến các cuộc tình của Phan kết thúc không quá 1 tháng. Tuy nhiên, khi Nana trở về, hai người lại yêu nhau vào Sài Gòn sinh sống (tập 467).
- Trung dũng sĩ:(Giám đốc âm nhạc): Anh hùng trong cả nhóm. Trung là người ngốc nghếch nhất nhóm, không có quá nhiều đam mê vào những chuyện của những người còn lại. Trung hay bị mọi người bắt nạt. Sau cùng Trung đi lấy vợ (tập 22 - mùa 3), do vợ làm kinh doanh nên anh phải ở nhà làm nội trợ, tuy vất vả nhưng anh hài lòng với cuộc sống của mình mà không muốn đi làm lại khi nhóm mời mà giới thiệu em họ của mình cho nhóm - Đăng Dũng dũng sĩ (tập 25 - mùa 3). Nhưng sau một thời gian chung sống, Trung đã chán và muốn có một cuộc sống như Phan (tập 104 - mùa 3).
- Đăng Dũng dũng sĩ (Trưởng phòng Stupid): Là em họ của Trung. Dũng cũng ngô nghê, ngốc nghếch nhất nhóm, có khi ngốc hơn cả Trung, nhưng biết điều, thật thà, thẳng thắn.
- Kiều Linh phù thủy - Mùa 1: Cô được công ty giới thiệu vào nhóm sau khi đã có 4 Phù thủy rời đi và là người đáng sợ nhất trong nhóm 5S Online. Ai cũng sợ điệu cười phù thủy của cô. Kiều Linh hoàn toàn chẳng khác một mụ phù thủy: luôn cho rằng mình đẹp nhất trên đời; muốn có một "anh chàng" đẹp trai, giàu có; luôn luôn nổi giận đùng đùng mỗi khi bị ai trêu; cực kỳ tiếc nuối khi có chuyện buồn. Kiều Linh cũng như Nana, luôn có một kho tàng câu chuyện ngoài đời về tình cảm. Về sau, Kiều Linh phải theo gia đình vào Thành phố Hồ Chí Minh sinh sống nên không làm việc tại văn phòng 5S nữa. Trước khi ra đi, Kiều Linh đã kịp trả thù những người còn lại trong nhóm do họ chơi khăm cô. Đây cũng là bộ phim cuối cùng trong sự nghiệp diễn xuất của Vân Navy bởi sau đó cô đã chính thức nói lời tạm biệt với con đường nghệ thuật và chuyển hướng sang kinh doanh thời trang, mĩ phẩm làm đẹp.
- Thảo Mai phù thủy (Trưởng phòng Sáng Tạo) - Cuối mùa 1: Thay thế nhân vật Kiều Linh phù thủy trong Mùa 1. Thảo Mai vốn không phải người đi phỏng vấn mà chỉ là một người bạn đi chơi cùng của một thí sinh trong cuộc tuyển chọn phù thủy mới của 5S. Tình cờ, Quyết, Phan, Nana và Trung nghe thấy tiếng cười rùng rợn của Thảo Mai và đã cho đặc cách vào tuyển chọn. Cô thi đỗ và được làm phù thủy của 5S Online. Thảo Mai cũng "mưu hèn kế bẩn" chẳng kém đàn chị Kiều Linh. Thảo Mai có tính ghen tuông đến không ngờ khiến cho bao nhiêu cuộc tình đổ vỡ.
- Tường Vy công chúa - Mùa 1, mùa 2: Thay thế nhân vật Nana công chúa trong Mùa 1. Là bạn của Nana, trong thời gian Nana tập nhảy đã thay thế trong việc viết bản thảo cho nhân vật công chúa và được sếp tổng khen ngợi hết lời, đồng ý chọn làm Công chúa mới của 5S thay cho Nana. Cũng ngây ngô, ngơ ngác không kém Nana nhưng có vẻ "khôn" hơn một chút. Có biệt tài là chơi Ukulele, guitar. Tường Vy về sau cũng nối gót Kiều Linh và Nana khi vào Thành phố Hồ Chí Minh để Casting nên không làm việc nữa. Quỳnh Anh Shyn từng xuất hiện trong tập 7 của mùa 1 (Nói không với thuốc lá) trong vai người Phan lãng tử theo đuổi.
- Yến Chi công chúa (Desinger - Siêu quậy) - Mùa 4: Vốn là bạn gái của Nguyên và được Nguyên giới thiệu vào 5Plus, là du học sinh từ Pháp, mê chơi game và đi phượt. Yến Chi cũng ngây ngô, ngơ ngác giống Nana và Tường Vi.
- An lãng tử: Thay thế nhân vật Phan lãng tử. Cũng đẹp trai, đào hoa như Phan. An là thành viên có thời gian làm việc tại 5S ngắn nhất, do bị bạn gái là người của công ty đối thủ Chìm Dưới Đáy lợi dụng để ăn cắp ý tưởng, An đã buồn bã và quyết định bỏ sang Mỹ, nghỉ việc tại 5S để tìm định hướng mới.
- Nguyên lãng tử (Đạo diễn S.Y.Đ.A - Sành điệu Yêu Điện Ảnh): Thay thế nhân vật An lãng tử. Do đích thân sếp tổng tuyển dụng. Nguyên cũng có một quyển Bí Kíp Tán Gái truyền từ đời cụ tổ truyền lại giống Phan, nhưng còn to hơn. Nguyên cũng có tính "Sở Khanh", lăng nhăng giống hệt Phan.
- Cô Tâm lao công (do Thanh Hương đóng vai): Luôn cho mình là xinh đẹp nhất mặc dù đã già và đang ế dài. Hay gây rắc rối cho nhóm 5S, nay là Tập đoàn 5Plus.
- Bác bảo vệ (do Đức Nguyễn đóng vai): Rất cứng rắn, có trách nhiệm với công ty 5S.
- Thông bảo vệ (do Hoàng Gia Anh Vũ đóng vai) - Mùa 4: Là bảo vệ của Tập đoàn 5Plus, là cháu họ của sếp Quyết. Thông được Quyết mời lên làm mà chẳng phải thi tuyển.
- Cô Lương lao công (do Thanh Nhàn đóng vai): Người thay cô Tâm lao công khi cô Tâm về quê, là họ hàng với cô Tâm.
- Sếp tổng: Ông sếp giấu mặt, chưa biết rõ là ai, chỉ hay giao nhiệm vụ hay trò chuyện trực tuyến với 5S qua TV.
- Lễ tân (do Lại Thanh Bi đóng vai) - Mùa 4: Là lễ tân của Tập đoàn 5Plus, Thủy Bi được Đăng Dũng giới thiệu vào làm.Trước đây, Thủy Bi làm công an nhưng do cô và Dũng phá hỏng hiện trường vụ án nên đã chuyển sang làm ở 5Plus.
- Kế toán (do Trần Hòa đóng vai) - Mùa 4: Tên là Ngân Jun-Kim - Kế toán của Tập đoàn 5Plus. Ngân suýt chút nữa bị Nguyên tán tỉnh.
- Minh tay to (do Minh Tít đóng vai) - Mùa 4: Là bạn trai của Thảo Mai.
- Quyên (do Trang Moon đóng vai) - Mùa 4: Là bạn gái của sếp Quyết.

## Nhạc phim

### Mùa 1 (Từ tập 1 đến tập 341): Hát cho tình bạn
Ca sĩ: Vân Navy, Anh Vũ, Mạnh Quân, B Trần, Chi Pu
Nhạc sĩ: Nguyễn Đức Cường

### Mùa 2 (Từ tập 342 đến tập 603): Khát khao tuổi trẻ
Ca sĩ: Trang Cherry, Anh Vũ, Mạnh Quân, B Trần, Quỳnh Anh Shyn
Nhạc sĩ: Nguyễn Khắc Hưng

### Mùa 3 (Từ tập 1 đến 130): Vì mình bên nhau
Ca sĩ: Trang Cherry, Dũng Bino, Mạnh Quân, Phạm Anh Tuấn, Quỳnh Anh Shyn, Anh Vũ, New Amazing
Nhạc sĩ: Mew Amazing

### Mùa 4 (Từ tập 1 đến 136): Mơ Together
Ca sĩ: Trang Cherry, Dũng Bino, Mạnh Quân, Phạm Anh Tuấn, Huyền Trang
Nhạc sĩ: Dương Trường Giang

## Phát sóng
5S ONLINE được VTV6 và VTV6 HD công chiếu từ ngày 2 tháng 9 năm 2012 đến 25 tháng 4 năm 2016 lúc 20:50 từ Thứ 2 - Thứ 6.
Từ 26 tháng 4 năm 2016, 5S Online mùa 3 được công chiếu từ Thứ 2 - Thứ 6 trên SCTV1 và SCTV HD Hài (nay là SCTV1 HD) lúc 20h15, VTC9 - Let's Viet (nay là SCTV4 - Let's Viet) lúc 21h30 và H2 (Đài PT-TH Hà Nội) lúc 21h45, các kênh online YouTube 5S Online Official, NhacCuaTui. Từ 5 tháng 12 năm 2016, 5S Online mùa 3 được công chiếu trên VTVcab21 - SaoTV - Kênh BiBi+ lúc 20h hàng ngày. Ngoài ra, 5S Online mùa 3 còn được công chiếu trên Hưng Yên TV từ 1 tháng 8 năm 2017, TVStar - SCTV11 từ 14 tháng 8 năm 2017, SCTV6.SNTV từ 11 tháng 11 năm 2017, phát lần 2 trên sóng SCTV1 và SCTV HD Hài (nay là SCTV1 HD) từ 23 tháng 11 năm 2017 lúc 19h30 hàng ngày nhưng đến năm 2018 chuyển khung 19h. Kể từ khi phát sóng hết tập 130 (mùa 3), 5S Online tạm ngưng phát sóng do có một số sự thay đổi và sẽ sớm quay trở lại trong một thời gian ngắn.
Từ 13 tháng 1 năm 2017, 5Plus Online đã trở lại thay thế cho 5S Online được công chiếu từ Thứ 2-4-6 trên SCTV1 và SCTV HD Hài (nay là SCTV1 HD) lúc 20h15, VTC9 - Let's Viet (nay là SCTV4 - Let's Viet) lúc 22h, kênh online YouTube 5Plus Online. Ngoài ra, 5Plus Online được công chiếu trên MTV Việt Nam lúc 20h từ Thứ 6 đến Chủ Nhật từ 24 tháng 2 năm 2017, VTVcab21 - SaoTV-Kênh BiBi+ lúc 20h hàng ngày từ 14 tháng 4 năm 2017, phát lần 2 trên sóng SCTV1 và SCTV1 HD Hài từ 5 tháng 1 năm 2018 lúc 19h hàng ngày. Kể từ khi phát sóng hết tập 136 (mùa 4), 5Plus Online tạm ngưng phát sóng trong một thời gian ngắn để chuẩn bị cho ra mắt season tiếp theo của nhóm. Nhưng cho đến nay không còn ra mắt thêm season mới nữa.
YouTube: 
- 5S Online (mùa 1, 2)
- 5S ONLINE - THP Media (mùa 1, 2)
- 5S Online Official (mùa 3)
- 5Plus Online (mùa 4)

TV:
- VTV6 - VTV6 HD (mùa 1, 2)
- SCTV1 - SCTV HD Hài "nay là SCTV1 HD" (mùa 3, 4)
- VTC9 - Let's Viet "nay là SCTV4 - Let's Viet" (mùa 3, 4)
- H2 (mùa 3)
- Hưng Yên TV (mùa 3)
- TVStar - SCTV11 (mùa 3)
- SNTV.SCTV6 (mùa 3)
- VTVcab21 - SaoTV-Kênh BiBi+ (mùa 3, 4)
- MTV Việt Nam (mùa 4)
- SCTV2 (mùa 3)

Trang mạng: 
- 5S Online - HDViet (mùa 1, 2)
- NhacCuaTui (mùa 3)
- Flix TV (mùa 4)

## Danh sách tập phim
| Mùa 1-2 | Mùa 1-2                          |
| ------- | -------------------------------- |
| 1       | Đi tìm phù thủy                  |
| 2       | Phân biệt đối xử                 |
| 3       | Mầu của đại ca                   |
| 4       | Chăm chỉ quá đáng                |
| 5       | Há miệng chờ sung                |
| 6       | Ông bạn vàng                     |
| 7       | Nói không với thuốc lá           |
| 8       | Thực hành nói dối                |
| 9       | Trúng số độc đắc                 |
| 10      | Sup po soi                       |
| 11      | Chuyện chàng cô đơn mãi          |
| 12      | Hợp đồng giúp việc               |
| 13      | Vào rừng mơ bắt con tưởng bở     |
| 14      | Tẩm ngầm tầm ngầm đá chết voi    |
| 15      | Móng tay nhọn có bấm móng tay    |
| 16      | Dũng sỹ nổi giận                 |
| 17      | Tất cả tại trí nhớ               |
| 18      | Thứ 6 ngày 13                    |
| 19      | Sao chiếu mệnh                   |
| 20      | Cuộc chiến giành mỹ nam          |
| 21      | Định mệnh lãng tử                |
| 22      | Cô đơn trên mạng                 |
| 23      | Đúng đắn là phải thẳng thắn      |
| 24      | Hàng giảm giá                    |
| 25      | Mua danh                         |
| 26      | Râu ông nọ cắm cằm bà kia        |
| 27      | Tin nhắn bí mật                  |
| 28      | Hồng nhan bạc triệu              |
| 29      | Trò chơi trời cho                |
| 30      | Tang chứng                       |
| 31      | Ngôi sao điện xẹt                |
| 32      | Quá tả quá hữu                   |
| 33      | Phải ngoan mới được              |
| 34      | Bói ra ma quét nhà ra rác        |
| 35      | Diệt sâu bọ                      |
| 36      | Sếp đi vắng                      |
| 37      | Ai là gián điệp                  |
| 38      | Thâm nhập thực tế                |
| 39      | Thiếu gia hờ                     |
| 40      | Bí kíp tán gái                   |
| 41      | Cái bó ló cái khôn               |
| 42      | Có quà là tốt                    |
| 43      | Gậy ông đập lưng ông (phần 1)    |
| 44      | Gậy ông đập lưng ông (phần 2)    |
| 45      | Cái nết đánh chết cái đẹp        |
| 46      | Giáo cụ trực quan                |
| 47      | Hoàng tử của Na Na               |
| 48      | Cảm hứng sáng tác                |
| 49      | Đừng có tinh vi                  |
| 50      | Chỉ nói sự thật                  |
| 51      | Một vở diễn                      |
| 52      | Nhà ảo thuật đại tài             |
| 53      | Những con bệnh                   |
| 54      | Một ngày đẹp trời                |
| 55      | Quắt đại ca cháy thui            |
| 56      | Thà nghe cô Tâm nói              |
| 57      | Nhà thơ đuôi to                  |
| 58      | Nỗi oan phù thủy                 |
| 59      | Thật giả lẫn lộn                 |
| 60      | Online là thiên tai              |
| 61      | Kế hoạch làm đẹp                 |
| 62      | Sự thăng hoa của tình yêu        |
| 63      | Lấy độc trị độc                  |
| 64      | Bỏ nhà đi bụi                    |
| 65      | Bà mẹ trẻ                        |
| 66      | Xấu bụng                         |
| 67      | Xác định giới tính               |
| 68      | Giải tán hết đi                  |
| 69      | Ai khôn hơn                      |
| 70      | Bình đẳng giới                   |
| 71      | Lời nói dối vô hại               |
| 72      | Vận động khỏe người              |
| 73      | Phan thám tử                     |
| 74      | Thầy bảo                         |
| 75      | Đại ca bủn xỉn                   |
| 76      | Căn bệnh tuổi già                |
| 77      | Giáng sinh cô đơn                |
| 78      | Làm người lớn                    |
| 79      | Bài kiểm tra hóc búa             |
| 80      | Phan hâm mộ cuồng nhiệt của Phan |
| 81      | Ước mơ của Na Na                 |
| 82      | Tiếc                             |
| 83      | Nói tiếng mẹ đẻ                  |
| 84      | Âm mưu hắc ám                    |
| 85      | Món quà bất ngờ                  |
| 86      | Im lặng là vàng                  |
| 87      | Làm MC thật đơn giản             |
| 88      | Thiên tài công nghệ              |
| 89      | Cầu may                          |
| 90      | Thật thật giả giả                |
| 91      | Thiếu nữ thời @                  |
| 92      | Bí mật công chúa                 |
| 93      | Chuyên gia bơm đểu               |
| 94      | Tin bị thiu                      |
| 95      | Phan hâm mộ bí ẩn                |
| 96      | Triển lãm độc và lạ              |
| 97      | Hớn hở vì tưởng bở               |
| 98      | Bệnh nhân bất đắc dĩ             |
| 99      | Quýt làm Quýt chịu               |
| 100     | Xông đất lấy may                 |
| 101     | Cướp trên dàn mướp               |
| 102     | Chiến dịch VAC                   |
| 103     | Con ma đáng sợ                   |
| 104     | FA vì sao Quyết cô đơn           |
| 105     | Bố nàng là giáo sư sử học        |
| 106     | Cho vay nặng lãi                 |
| 107     | Dũng sỹ diệt khuẩn               |
| 108     | Giải hạn (phần 1)                |
| 109     | Giải hạn (phần 2)                |
| 110     | Công chúa thất tình              |
| 111     | Tiếp thị                         |
| 112     | Cơm bụi giá cao                  |
| 113     | Bà mai ông mối                   |
| 114     | Một tuần chay tịnh               |
| 115     | Khả năng ngoại cảm               |
| 116     | Những thứ khó ngửi               |
| 117     | Sống gấp                         |
| 118     | Đại hội cổ đông                  |
| 119     | Kho báu bí ẩn                    |
| 120     | Giải cứu tình yêu                |
| 121     | Kỷ vật của Phan                  |
| 122     | Đại ca bị chơi khăm              |
| 123     | Người thầy vĩ đại                |
| 124     | Nam thanh nữ tú                  |
| 125     | Căn bệnh đãng trí                |
| 126     | Bí mật của Kiều Linh             |
| 127     | Đạo luật hà khắc                 |
| 128     | Kỳ nghỉ lý thú                   |
| 129     | Kì án hoa hồng                   |
| 130     | Đàn ông nguy hiểm                |
| 131     | Dũng sĩ hay thi sĩ               |
| 132     | Ngày nói thật                    |
| 133     | Thông dịch viên                  |
| 134     | Mốt tiệc mừng                    |
| 135     | Tình không biên giới             |
| 136     | Nhân viên thanh lịch             |
| 137     | Sự trả thù ngọt ngào             |
| 138     | Một ngày làm bảo mẫu             |
| 139     | Kế hoạch bàn tay sắt             |
| 140     | Làm sao để hiểu tình yêu         |
| 141     | Bài thơ bốn câu                  |
| 142     | Đồ hiệu không bằng đồ nhà        |
| 143     | Trung Dũng Sĩ làm đại ca         |
| 144     | Ai quyến rũ nhất 5S Online       |
| 145     | Ra ở riêng (phần 1)              |
| 146     | Ra ở riêng (phần 2)              |
| 147     | Sinh nhật của Na Na              |
| 148     | Đại ca FA                        |
| 149     | Vấn ngược đáp xuôi (phần 1)      |
| 150     | Vấn ngược đáp xuôi (phần 2)      |
| 151     | Anh nuôi dạy trẻ                 |
| 152     | Buôn chuyện là niềm đam mê       |
| 153     | Môn đăng hộ đối                  |
| 154     | Bản tính khó rời                 |
| 155     | Cái đuôi của Kiều Linh           |
| 156     | Người tình bí ẩn (phần 1)        |
| 157     | Người tình bí ẩn (phần 2)        |
| 158     | Huấn luyện sinh tồn              |
| 159     | Em muốn tăng lương               |
| 160     | Giải thưởng sao 5s (phần 1)      |
| 161     | Giải thưởng sao 5s (phần 2)      |
| 162     | Cơn giận của Dũng Sĩ             |
| 163     | Hợp đồng quảng cáo               |
| 164     | Cao thủ tán gái                  |
| 165     | Cá lớn nuốt cá bé                |
| 166     | Ai là kẻ biến thái (phần 1)      |
| 167     | Ai là kẻ biến thái (phần 2)      |
| 168     | Không thể nói thật               |
| 169     | Đội đặc nhiệm 5s (phần 1)        |
| 170     | Đội đặc nhiệm 5s (phần 2)        |

## Tập đặc biệt
Ngoài những bộ phim được phát sóng trên TV, 5S Online còn có những tập đặc biệt chỉ phát sóng trên YouTube.
Sau mỗi tập phim đặc biệt sẽ có những đáp án do khán giả bình chọn. Chủ nhật trong tuần sẽ đưa ra đáp án đúng. Nhưng cho nên việc chọn đáp án sẽ tạm dừng ở mùa 3

### Danh sách tập đặc biệt
| STT | Tên tập                                 | Số phần | Mùa   |
| --- | --------------------------------------- | ------- | ----- |
| 1   | Tình yêu của Quắt                       | 2       | 2     |
| 2   | Gặp phải thánh cứng                     | 2       | 2     |
| 3   | Không phải dạng vừa đâu                 | 2       | 2     |
| 4   | So găng sao phải căng                   | 2       | 2 / 3 |
| 5   | Cái kết không ngờ                       | 2       | 2     |
| 6   | Thánh nhọ                               | 2       | 2     |
| 7   | Viral cilp nào đỉnh nhất                | 2       | 4     |
| 8   | Kỳ nghỉ bão táp                         | 2       | 4     |
| 9   | Chị em thấy bí đợi anh một tí           | 1       | 4     |
| 10  | Toàn việc chán nhưng chẳng bao giờ ngán | 1       | 4     |
| 11  | Tinh thần thể thao                      | 1       | 4     |

## Giải thưởng
| Năm  | Giải thưởng           | Hạng muc                                        | Đề cử             | Kết quả   |
| ---- | --------------------- | ----------------------------------------------- | ----------------- | --------- |
| 2014 | Ấn tượng VTV          | Chương trình được cộng đồng mạng yêu thích nhất | 5S Online (mùa 1) | Đoạt giải |
| 2015 | VTV Awards - Ấn tượng | Chương trình được cộng đồng mạng yêu thích nhất | 5S Online (mùa 2) | Đề cử     |